# 참개구리
참개구리(학명: Pelophylax nigromaculatus)는 개구리목 개구리과에 속하는 양서류이다. 몸길이 60~90mm로 비교적 대형이며, 한반도, 일본 열도, 중국 본토, 연해주에 서식한다. 몸길이는 15cm 내외이며 논, 연못, 습지 등에서 흔하게 볼 수 있다. 대한민국에서는 먹을 것이 귀하고 자연이 훼손되지 않았던, 산업화 이전 시골에서는 참개구리를 잡아 뒷다리를 구워 먹곤 했다. 지금은 식용으로 거의 쓰이지 않는다. 곤충을 잡아먹으며, 천적으로는 큰노랑테먼지벌레, 뱀, 족제비, 물장군, 수달, 왜가리, 해오라기, 솔개, 개구리매, 붉은배새매 등이 있다. 산란시기는 4~6월 사이이다.

## 성장모습

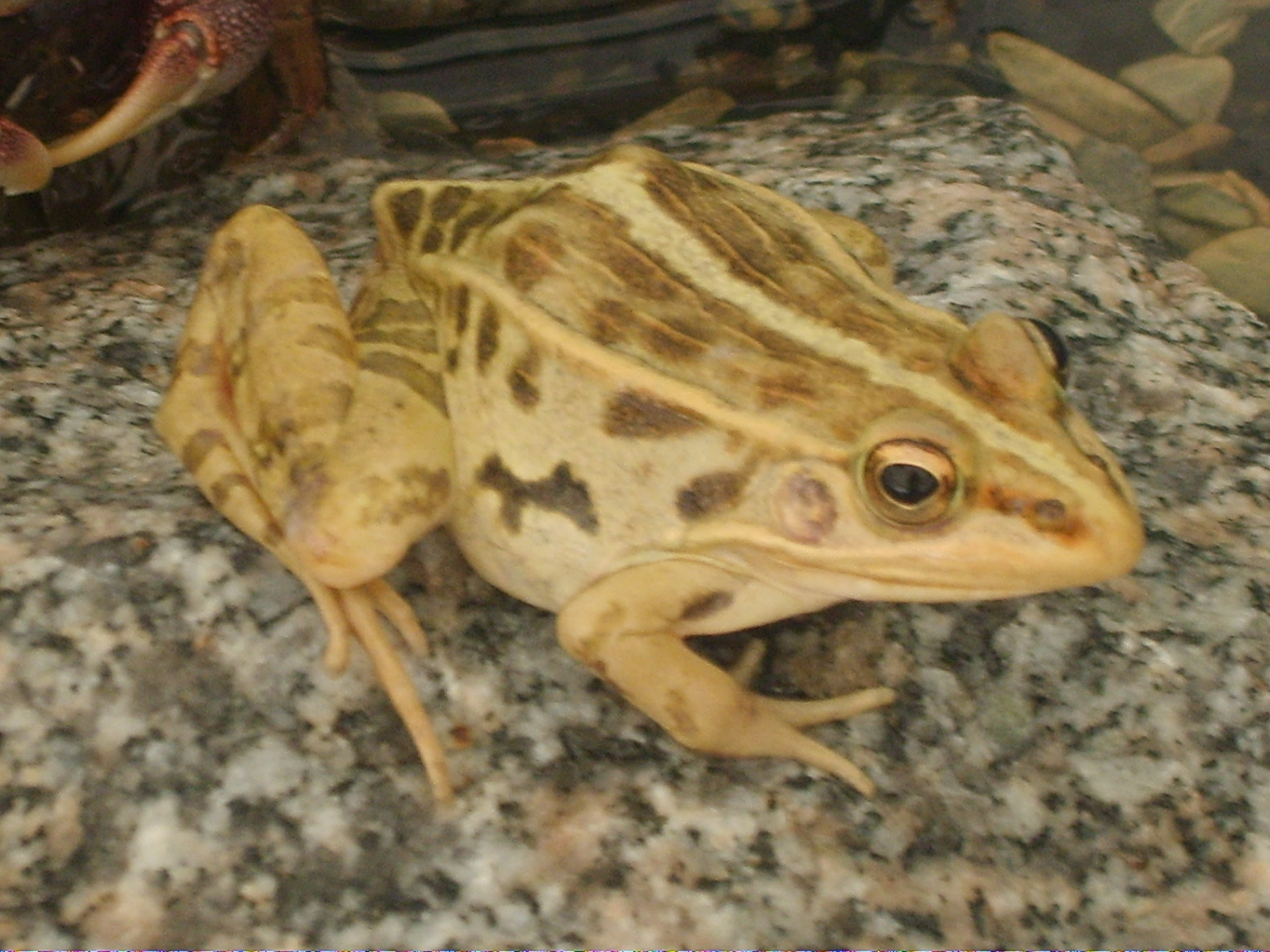
제10회 함평 나비축제에 전시된 참개구리
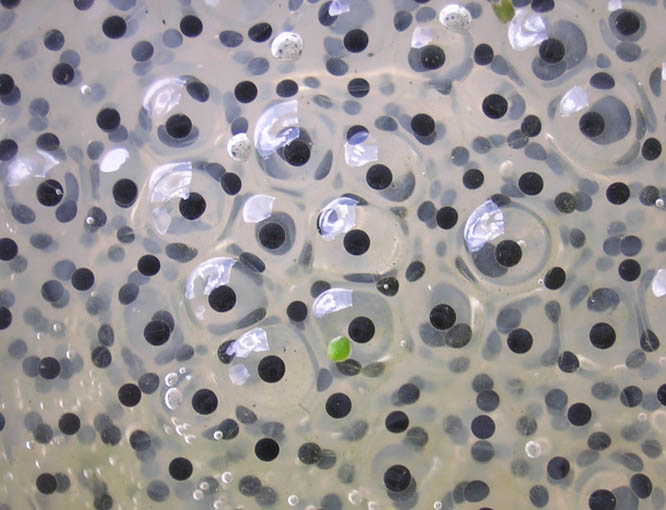
알
발생
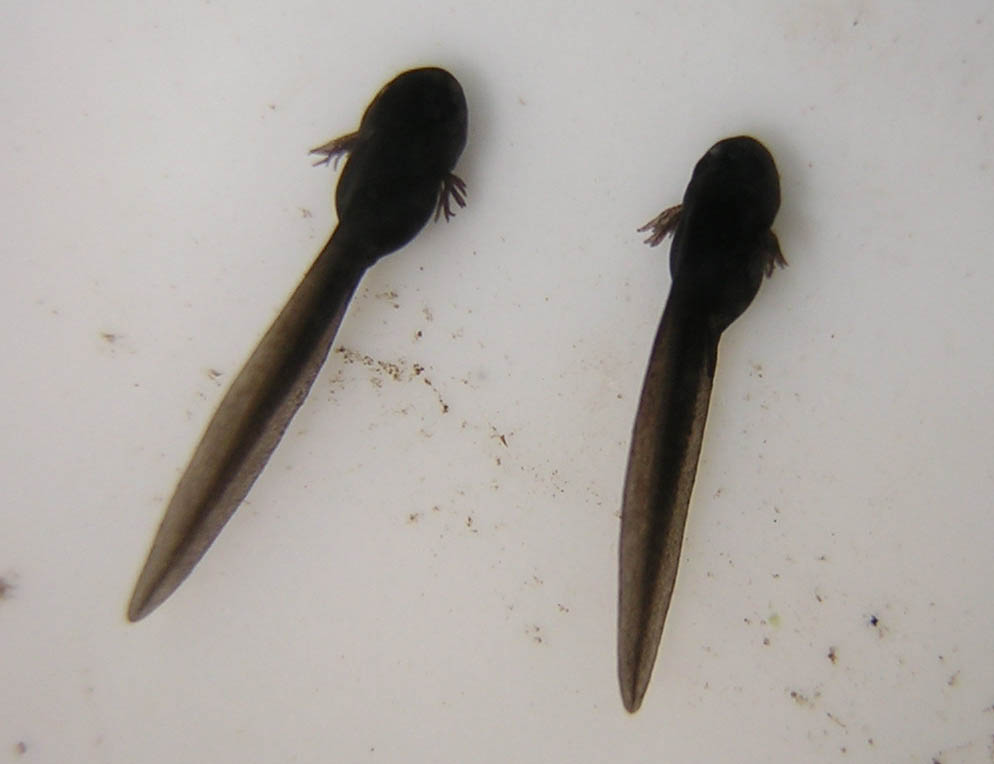
태어난지 10일 된 올챙이
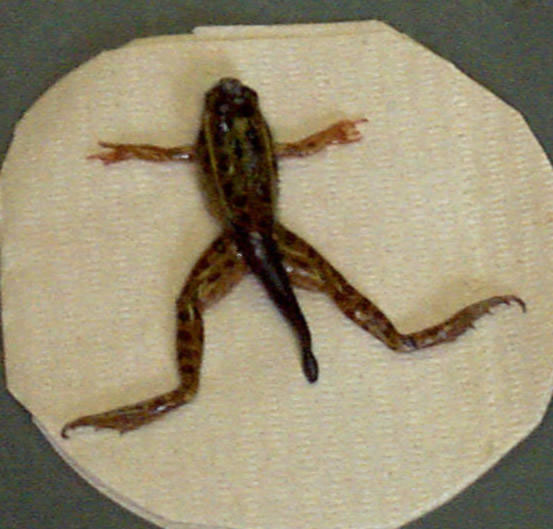
변태
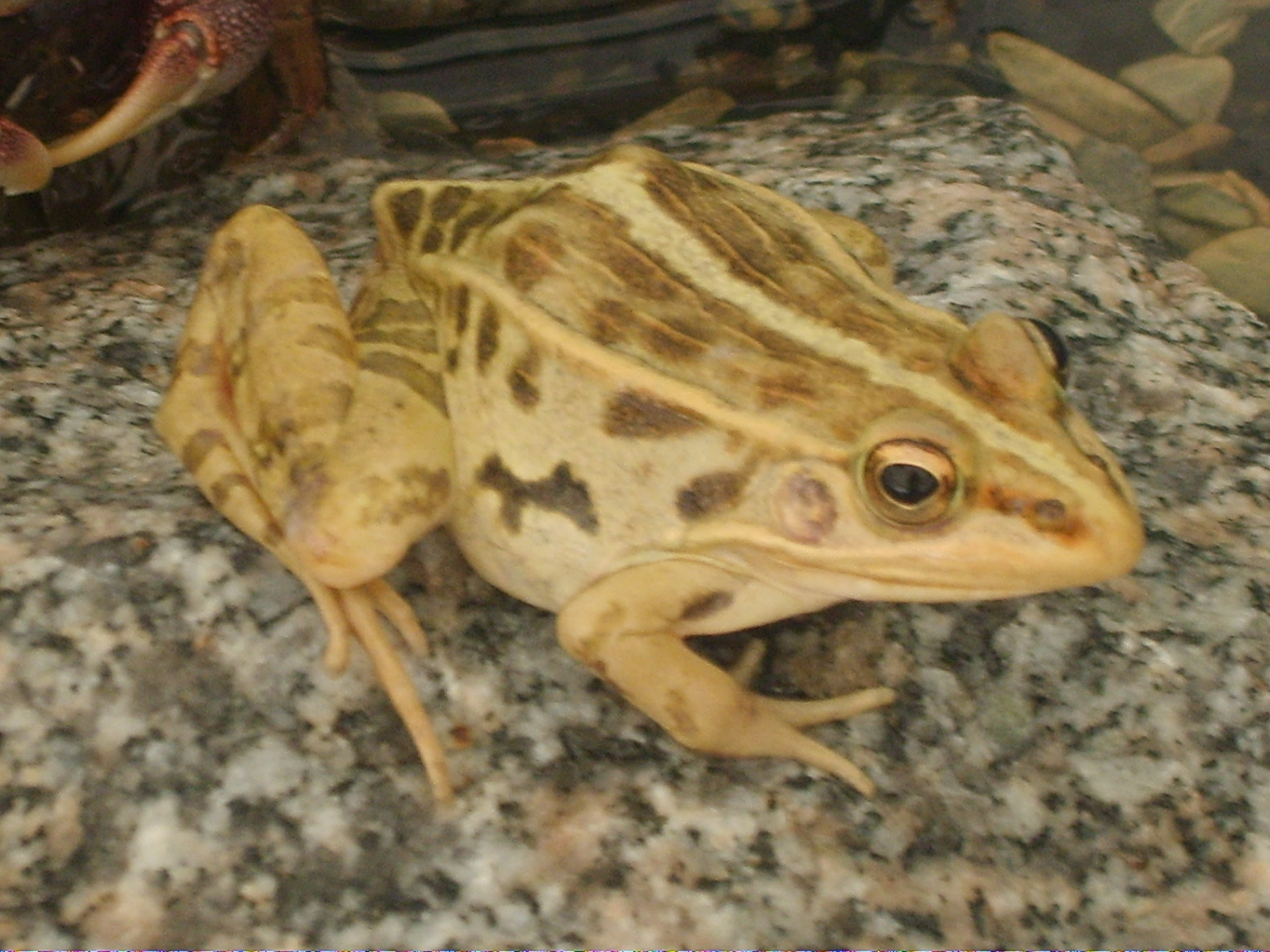
다 자란 참개구리
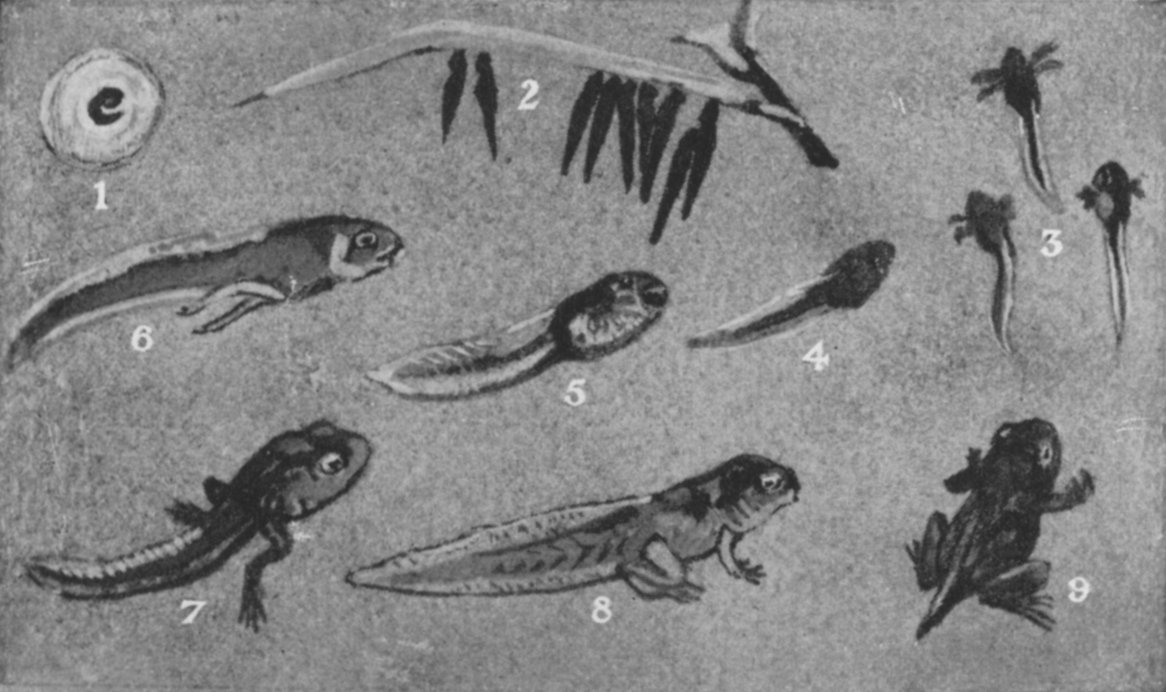
성장 순서(번호순)